# Göhrener Viadukt

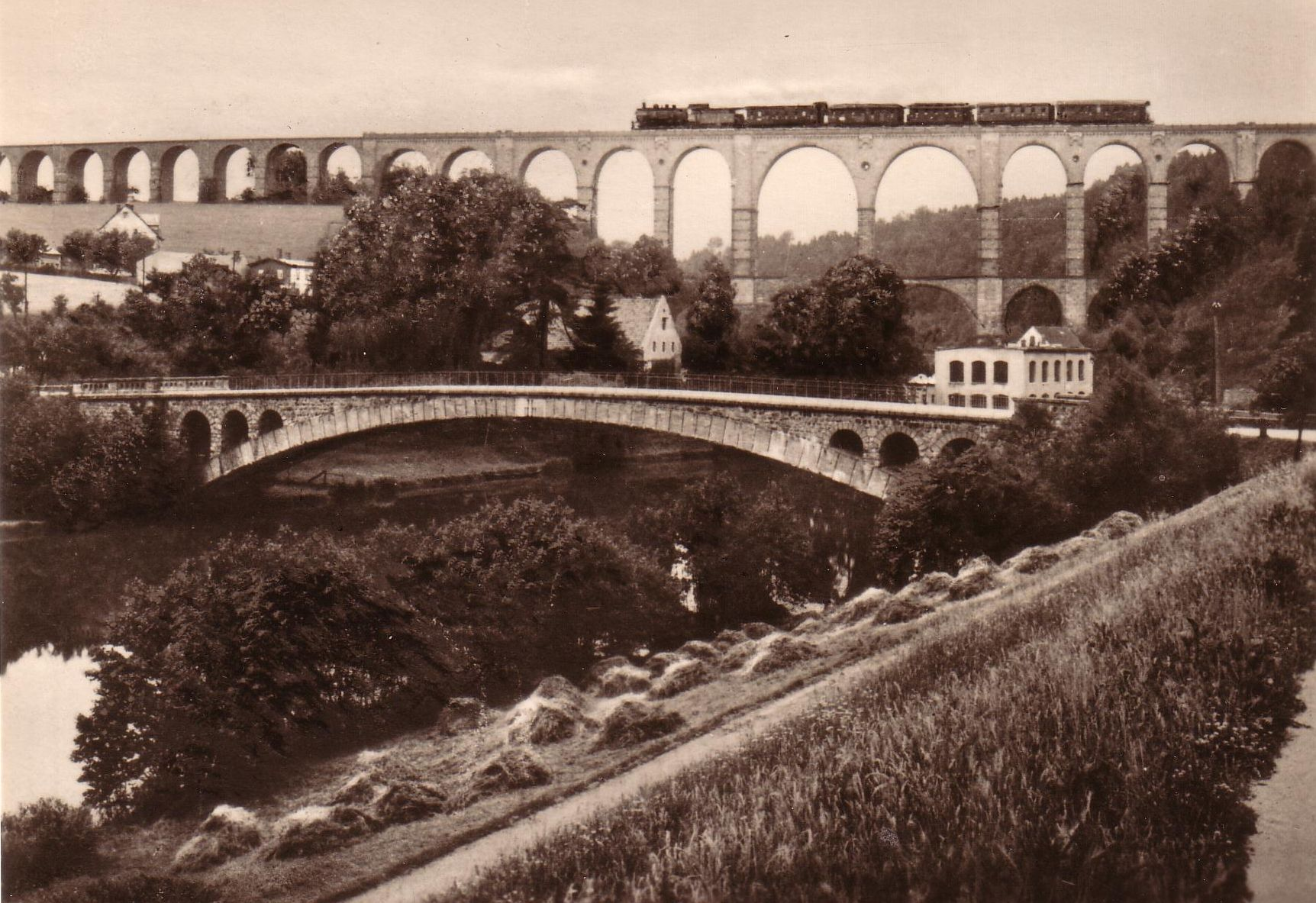
Göhrener Viadukt und Straßenbrücke

Der Göhrener Viadukt ist eine Eisenbahnbrücke der Bahnstrecke Neukieritzsch–Chemnitz im Wechselburger Ortsteil Göhren im sächsischen Landkreis Mittelsachsen.

## Lage

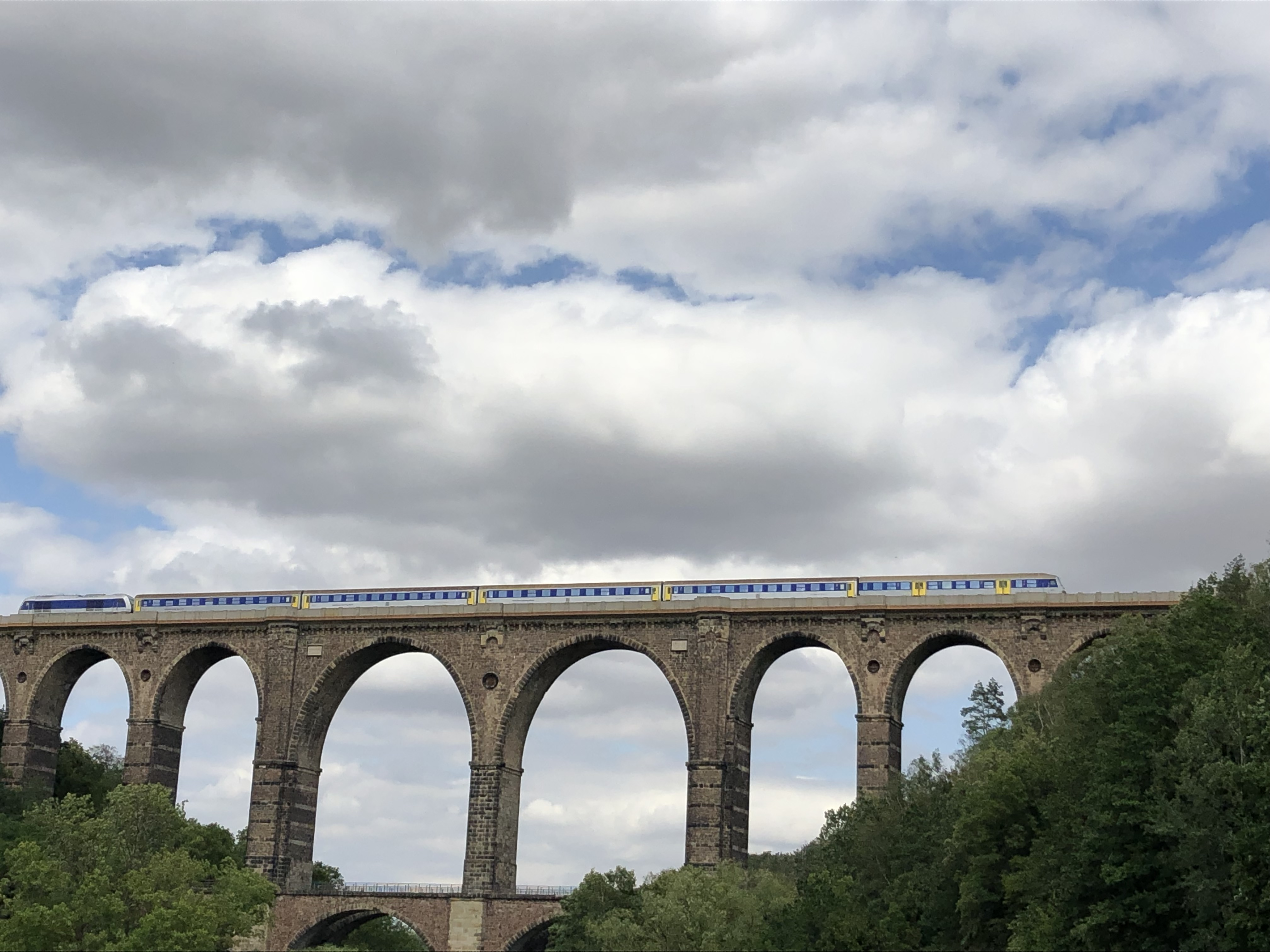
Göhrener Viadukt mit Mitteldeutscher Regiobahn (2019)

Der Göhrener Viadukt überspannt das Tal der Zwickauer Mulde zwischen Wechselburg im Norden und Lunzenau im Süden. Der Nordteil liegt in der Gemarkung des Wechselburger Ortsteils Göhren, der Südteil befindet sich in der Gemarkung des Lunzenauer Ortsteils Cossen. Unter dem Viadukt verläuft auf dem östlichen Ufer der Zwickauer Mulde die Trasse der Bahnstrecke Wurzen–Glauchau (Muldentalbahn) hindurch, auf welcher kein regelmäßiger Schienenverkehr mehr stattfindet. Die Straße von Göhren nach Altzschillen verläuft auf dem Westufer der Zwickauer Mulde unter dem Viadukt hindurch.

## Bedeutung
Der Göhrener Viadukt gehört neben der Elstertalbrücke und der Göltzschtalbrücke zu den eindrucksvollsten deutschen Brückenbauten aus der Frühzeit des Eisenbahnbaus. Sie überspannt als Talbrücke das Tal der Zwickauer Mulde mitsamt der Muldentalbahn mit einer Höhe von 68 Meter, teilweise in zwei Etagen. 
Die Länge beträgt 297 m, ursprünglich 512 m mit 12 (ursprünglich 21) Öffnungen oben, die größte lichte Weite eines Bogens beträgt 16 m. Das Mauerwerk nimmt ein Volumen von 55.514 m³ ein. Durch Verfüllung der Bögen an den Enden des Viadukts wurde die Brücke bei Sanierungsarbeiten zwischen 1982 und 1986 auf 297 m verkürzt.
Die Grundsteinlegung erfolgte am 27. Mai 1869, die Fertigstellung im Juni 1871. Die Baukosten der Brücke betrugen 1,2 Millionen Taler (3,6 Millionen Mark). 
Baumeister waren die Ingenieure Clauß, der Erbauer des Hetzdorfer Viadukts, und E. Bake. Zwei Tafeln oben an der Brücke erinnern an sie. Der Bau wurde mit 4000 bis 5000 Arbeitern begonnen, darunter 1000 Maurer, die überwiegend Italiener waren. 340 Pferde waren für den Antransport der Baumaterialien eingesetzt. Der Granit kam aus der Umgebung, so der helle Granit aus Fischheim bei Wechselburg und Markersdorf und der rötliche Granit aus der Nähe von Göhren, ebenso wie der Rochlitzer Porphyr.

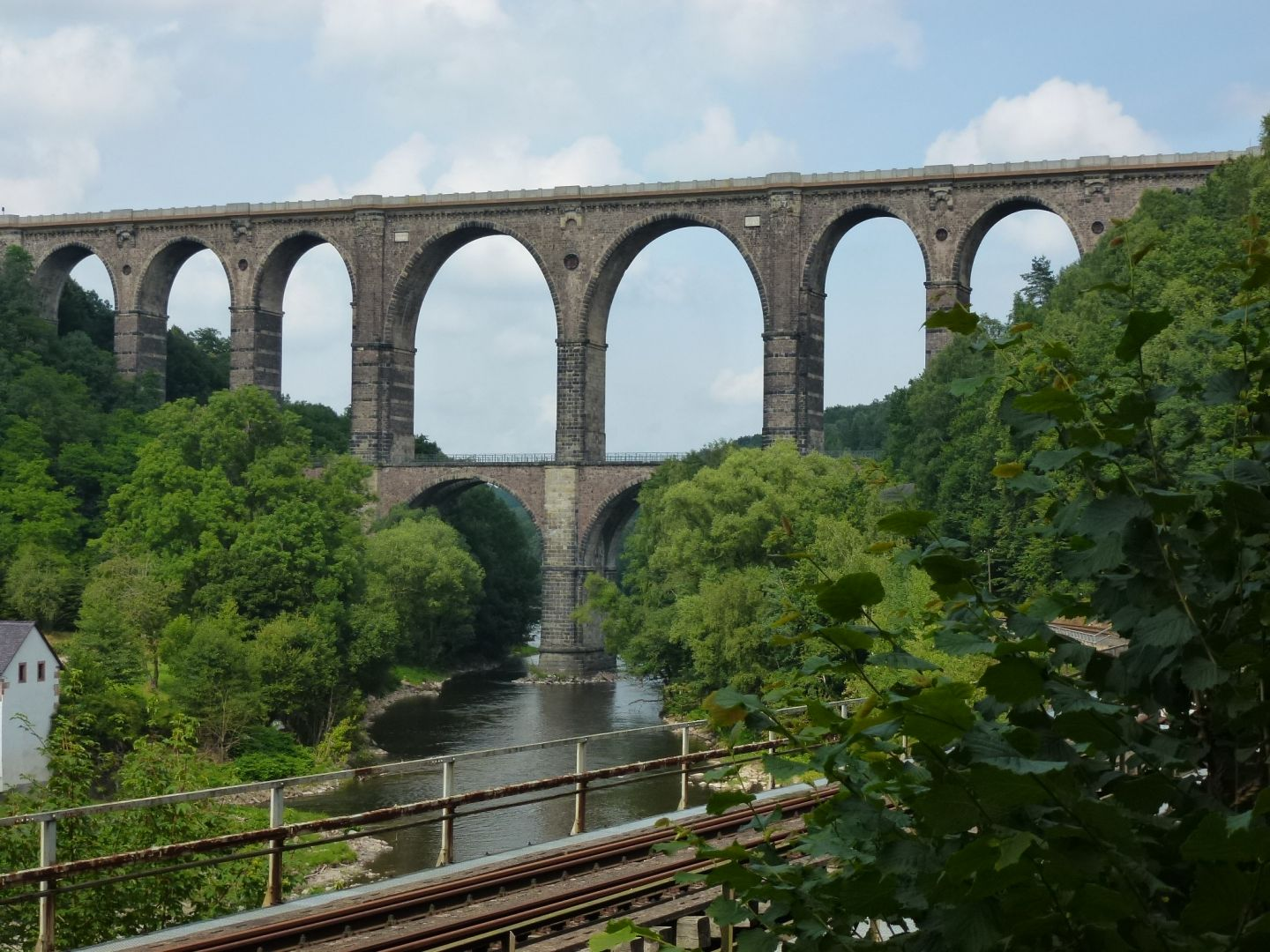
Viadukt und Muldentalbahn